# Balistare
Balistare (Leucopsar rothschildi) är en akut utrotningshotad fågel i familjen starar inom ordningen tättingar.

## Utseende och läten
Balistaren är en medelstor (25 cm), knubbig stare. Fjäderdräkten är nästan helt vit, med en lång tofs samt svart på vingspetsar och stjärtspets. På huvudet syns en gul näbb och blå bar hud kring ögat. Bland lätena hörs olika vasst, tjattrande ljud och ett emfatiskt "twat".

## Utbredning och systematik
Balistaren förekommer enbart vid nordvästra Balis kuster (Bali Barat National Park). Den placeras som enda art i släktet Leucopsar och behandlas som monotypisk, det vill säga att den inte delas in i några underarter.

## Status
Balistaren har ett mycket begränsat utbredningsområde och en världspopulation som uppskattas till under 50 häckande individer. Den tros fortfarande vara drabbad av tjuvjakt i form av insamling för burfågelindustrin. Fåglar som vuxit upp i fångenskap har gett populationen ett tillskott, men det är oklart hur många av dessa som ännu har häckat i det vilda. Internationella naturvårdsunionen IUCN kategoriserar arten som akut hotad.

## Namn
Fågelns vetenskapliga artnamn hedrar den engelske ornitologen Lionel Walter Rothschild, 2:e baron Rothschild (1868-1937).